# Катала (фильм)
«Ката́ла» — советская криминальная мелодрама режиссёров Сергея Бодрова-старшего и Александра Буравского, вышедшая на экраны в 1989 году.

## Описание сюжета
Бывший профессиональный картёжник Алексей Греков по прозвищу «Грек» работает на катере, принадлежащем картёжнику Шоте. Грек испытывает чувства к гражданской жене Шоты — Анне. Шота уезжает в Москву на «большую игру», Грек тем временем катает на катере Анну и её дочку.
Грек в подворотне встречает поджидающего его Шоту, проигравшего в Москве большую сумму денег Директору — главному воротиле карточного мира Москвы. Шота передаёт Греку ключи от квартиры в Москве и просит Грека помочь Анне скрыться. Но в квартире у Анны уже орудуют люди Директора — Фома со своими подручными. По старой дружбе Фома отпускает Грека, но оставляет Анну. Не найдя в квартире денег Шоты, Фома отпускает и Анну. Вскоре Шоту находят мёртвым. Катер Шоты, на котором работал Грек, сгорает в результате поджога и он остается без работы. Шашлычник Христофор, работающий в порту, предлагает ему уехать на Кипр, но Грек, понимая, что люди Директора не оставят Анну в покое, решает вернуться в мир карточных игр, чтобы отыграться за Шоту.
Грек отправляется в Москву и, используя старые налаженные связи, начинает работать на Директора — шулерски обыгрывать заезжих и местных игроков в паре со своим старым приятелем — Карасём. На свою беду, Карась выслеживает через Грека квартиру Анны, но Грек, находясь в квартире, встречает Карася. Карась делится с Греком своими намерениями «прижать» Анну, так как уверен, что деньги Шоты у неё. Греку ничего не остаётся, как убить своего друга, будучи убеждённым, что у Анны ничего нет.
Грек решается на игру с Директором. Для того, чтобы обеспечить себе решающий перевес, Грек покупает особые контактные линзы, которые позволяют видеть карты противника, но линзы нельзя носить больше двух часов подряд. При помощи линз Грек выигрывает партию за партией у Директора. Лола подмечает, что Грек каждые два часа отлучается в туалет. Грек выигрывает последнюю игру и предлагает Директору рассчитаться за Шоту, но подошедшие Фома и Лола требуют от Грека сыграть ещё пару партий. Директор не разрешает Греку выйти, и ему становится плохо от линз. Уличив Грека в шулерстве, его увозят и выкидывают из машины на полном ходу. Полуслепым инвалидом Грек приезжает к Анне, она показывает ему деньги Шоты, которые всё это время были у неё. Осознав истинную сущность Анны, Грек отталкивает её и уходит. Грек возвращается в порт и просит  Христофора оформить ему вызов на Кипр, так как ему надо бежать: его допрашивали в милиции по делу Шоты и он раскололся. Подъехавший подручный Директора по приказу Фомы засовывает его головой в мангал, а потом сбрасывает с пристани в море.

## В ролях
| Актёр               | Роль                                              |
| ------------------- | ------------------------------------------------- |
| Валерий Гаркалин    | Алексей Греков — Грек (озвучивает Алексей Жарков) |
| Нодар Мгалоблишвили | Директор (озвучивает Владимир Сошальский)         |
| Сергей Газаров      | Шота                                              |
| Елена Сафонова      | Анна                                              |
| Виктор Павлов       | Карась напарник Грека                             |
| Луиза Мосендз       | Лола                                              |
| Игорь Фокин         | Фома                                              |
| Ренат Давлетьяров   | подручный Директора                               |
| Юрий Слободенюк     | подручный Директора                               |

| Актёр              | Роль                   |
| ------------------ | ---------------------- |
| Сергей Степанченко | любовник Лолы          |
| Людмила Гаврилова  | сожительница Карася    |
| Кристина Щербакова | Лиза дочь Анны         |
| Виталий Леонов     | отец Анны              |
| Шавкат Газиев      | Мурат                  |
| Александр Баринов  | картёжник              |
| Алекс Папакристу   | дядя Христос шашлычник |
| Лариса Кузнецова   | проститутка в порту    |
| Вадим Александров  | проигравшийся мужик    |

## Съёмочная группа
- Постановка: Сергей Бодров (ст.), при участии Александра Буравского
- Сценаристы: Валерий Баракин, при участии Сергея Бодрова (ст.)
- Оператор-постановщик: Сергей Тараскин
- Композитор: Владимир Дашкевич
- Художник: Валентина Полякова
- Звукооператор: Вячеслав Карасев
- Режиссёр: Виктор Трахтенберг
- Операторы: Александр Коротков, Александр Трепыхалин
- Художник по костюмам: Ольга Никонова
- Монтажер: Валентина Кулагина
- Художник-гример: Тамара Куделина
- Редактор: Александр Буравский
- Музыкальный редактор: Александр Беляев

## Места съёмок
Съёмки фильма проходили в Москве, а также в Аджарской АССР: в Батуми, Чакви и Кобулети.

## Карточные игры в фильме
- В эпизоде на берегу реки, где пацаны обыгрывают мужика, а затем Грек обыгрывает их, а также в эпизоде игры с иностранцем, который проигрывается до трусов — играют в «Очко».
- В эпизодах в квартире происходит игра в «Штосс» («Фараон») и «Секу». Также в Секу Грек обыгрывает Мурата в эпизоде в гостинице.
- В кульминации фильма Грек играет с Директором в «Деберц».